# Tengo

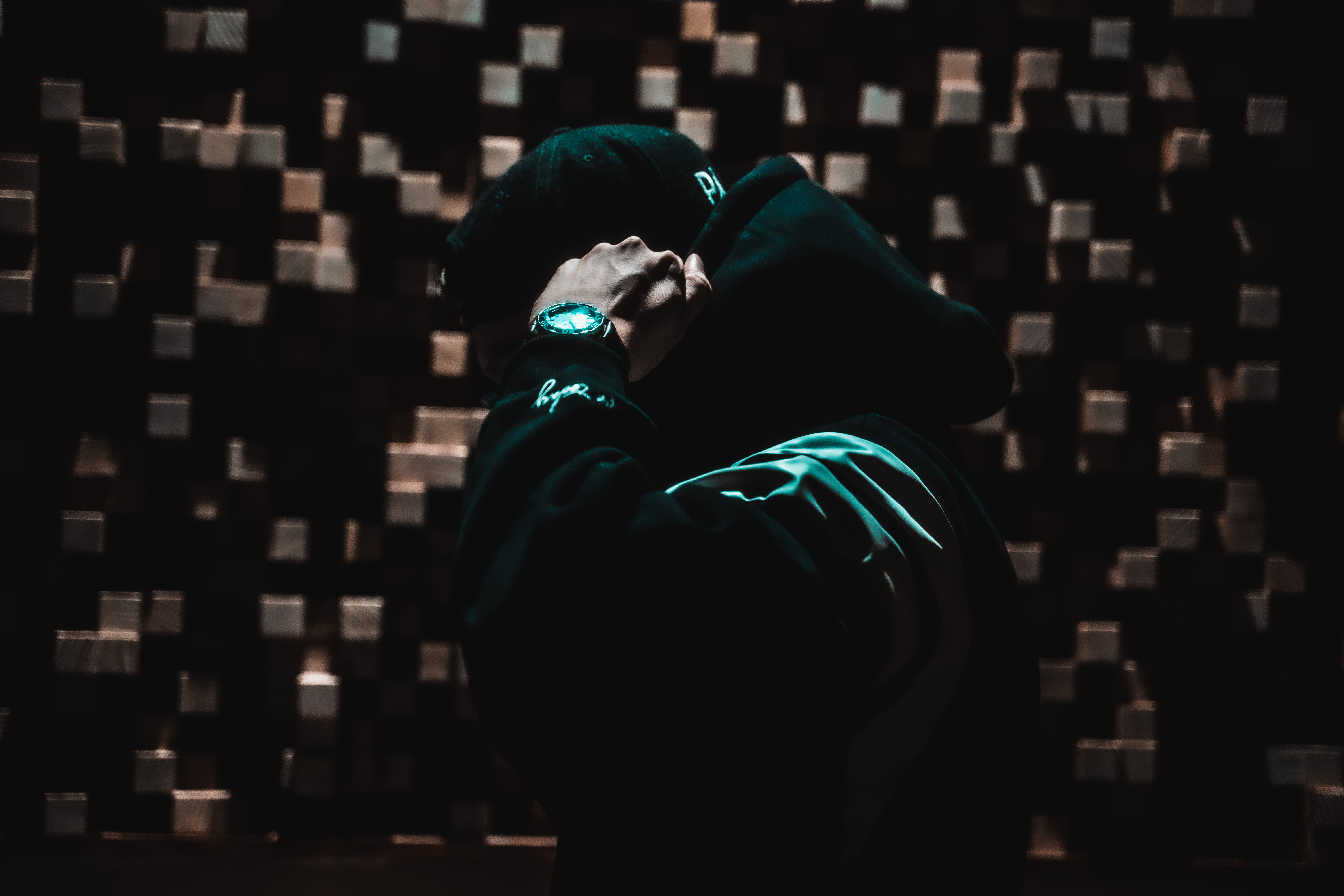
Tengo (2022)

Tengo (bürgerlich J. S. Kuster) ist ein deutscher Musikproduzent, Manager und Musikvideoregisseur aus Berlin. Er ist vor allem durch seine Zusammenarbeit mit dem Rapper Massiv bekannt. Zusammen leiteten sie das Label Qualität'er Music. Während des Engagements mit dem Produzententeam Snowgoons konnten diverse Produktionen auch außerhalb des deutschsprachigen Raums realisiert werden.

## Werdegang
Tengo wurde in Berlin geboren. Bereits früh wurde er von Musik beeinflusst. Später wurde er auf die deutschen Rapper des Royal Bunkers und die US-amerikanischen Hip-Hop-Musiker 50 Cent und The Game aufmerksam. Er widmete sich zunächst unter dem Pseudonym Tango & Cash der Produktion von Hip-Hop-Songs und arbeitete ab 2006 eng mit dem Berliner Quartett DeineLtan zusammen, für die er weite Teile der Alben Kopfschuss, Blutbad Berlin und Ja Man! produzierte. Für die letztgenannte Veröffentlichung übernahm der Berliner auch die Abmischung und das Mastering. Über Collins, einem Gründungsmitglied von Die Sekte, lernte er die Rapper Sido und B-Tight kennen, die 2009 eines seiner Instrumentals für den Sektenmuzik-Sampler Die Sekte auswählten. Etwa zur selben Zeit traf Tengo erstmals den Rapper Massiv, an dessen Alben Meine Zeit und Der Ghettotraum In Handarbeit er daraufhin mitwirkte. Auch auf Azads Azphalt Inferno 2 war der Berliner vertreten.
2011 legte er das Pseudonym Tango & Cash ab, um vorübergehend unter seinem bürgerlichen Namen in Erscheinung zu treten. Anschließend wirkte er an Massivs Blut gegen Blut II und Basstards Zwiespalt (Weiss) mit. Im selben Jahr begegnete er erstmals DJ Illegal vom damaligen Duo Snowgoons in einem Plattenladen. Durch den Kontakt ergab sich für den Berliner die Möglichkeit, auch für internationale Musiker zu produzieren. Für die Hardcore-Rapper von M.O.P. steuerte Tengo den Großteil der Produktionen des Albums Sparta bei. DJ Illegal und Det, die ebenfalls einige Instrumentals dazu produziert hatten, nahmen er daraufhin mit dem Ziel den Sound zu erweitern in ihrem Produzenten-Kollektiv auf. Auf dem 2012 folgenden Snowgoons-Album Snowgoons Dynasty arbeitete er unter anderem mit US-amerikanischen Musikern wie Termanology, Sean Price, Bizarre, Killah Priest, Ghostface Killah und Fredro Starr zusammen. Mit den zum Quartett ausgeweiteten Snowgoons folgen die Alben Welcome To The Goondox und Black Snow 2, die mit Styles P, Papoose, Kool G Rap, Masta Ace, Raekwon oder Tech N9ne erneut mit zahlreichen namhaften Gastrappern aufwarteten.

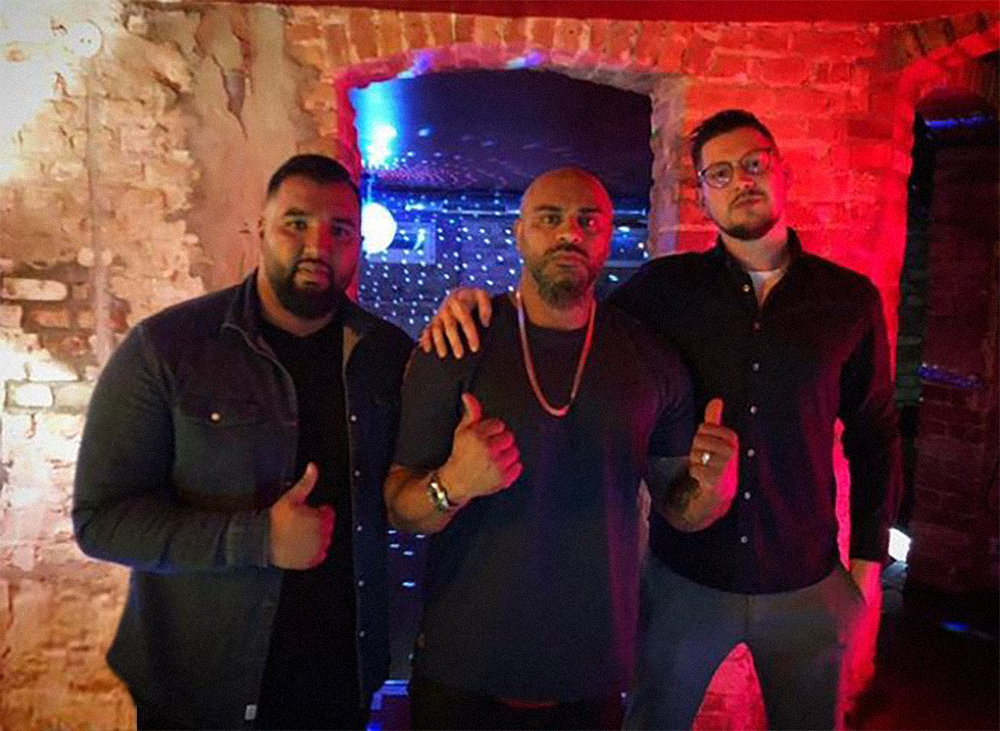
Tengo mit Asfand Saeed (links) und Massiv (Mitte) von Qualität'er Music

Aufgrund des persönlicheren Kontakts produzierte Tengo ab 2013 verstärkt für deutsche Künstler. So war er bei Blut Gegen Blut 3 erneut für Massiv sowie beim Album Bodhiguard für Absztrakkt tätig. Abgesehen von Ausnahmen wie Young Buck oder R.A. The Rugged Man konzentrierten sich auch die Snowgoons auf ihrer Ende 2014 erschienenen Veröffentlichung Gebrüder Grimm auf die Zusammenarbeit mit nationalen Rappern wie DCVDNS, Favorite, Olli Banjo, Morlockk Dilemma oder Sylabil Spill. Auch Tengo selbst ist auf dem Album erstmals als Rapper zu hören. International steuerten die vier Produzenten sämtliche Instrumentals zu Onyx’ Wakedafucup bei. Er war auch für die Abmischung und das Mastering des Albums verantwortlich. Das von ihm produzierte Titellied sammelte über die folgenden vier Jahre mehr als 9,5 Millionen Aufrufe. 2016 veröffentlichten die Snowgoons mit Goon Bap ein weiteres Produzenten-Album, auf dem Künstler wie DJ Premier, Royce da 5′9″, Dilated Peoples und Method Man vertreten sind. Des Weiteren setzte er die Arbeit als Massivs Stammproduzent fort. So übernahm er die Produktion von Raubtier, BGB X und M10 II.
Anfang 2019 gründete Tengo zusammen mit Massiv und Asfand Saeed das Label Qualität'er Music. Als erster Künstler wurde Ramo präsentiert. Im Laufe des Jahres folgten Künstlerverträge mit Marlo und Ian104. Bislang war er an allen Produktionen der Rapper beteiligt. Darüber hinaus trat er als Regisseur der Musikvideos Silberzahn und Eiskalt von Ramo sowie Bruderherz von Massiv in Erscheinung.